# Район Мейто
Райо́н Мейто́ (яп. 名東区, めいとうく, МФА: [meːtoː ku̥]) — район міста Наґоя префектури Айті в Японії.  Площа становить 19,44 км². Станом на 1 серпня 2011 року населення складало 161 226  осіб, густота населення — 8290 осіб/км².